# 코곁굴
코곁굴(영어: paranasal cavity, 라틴어: sinus paranasalis, 부비동(副鼻洞)) 또는 코곁동굴(영어: paranasal sinus, 부비강(副鼻腔))은 코를 중심으로 두개골과 얼굴 사이의 안쪽 빈 부분을 말한다.
- 위턱굴(상악동): 눈 아래 위턱뼈 안에 있는 코곁굴로 가장 큰 코곁굴이다. 아래쪽에 위치한다.
- 이마굴(전두동) : 가장 위쪽 및 앞쪽(단면, 측면 기준)에 위치한다.
- 벌집굴(사골동) : 나비골 앞쪽에 위치한다.
- 나비굴(접형동) : 벌집골 뒤쪽 및 가장 안쪽에 자리하는 위치이다.

## 구조
| |  |
| frontal sinus(이마굴, 전두동), ethmoid air cell(벌집굴, 사골동), sphenoid sinus(나비굴, 접형동), maxillary sinus(위턱굴, 상악동) |  |

측면(lateral)에서도 보여지는 바와 같이 부비강은 귀와 구강 및 이마 등에 접하는 등 안면에 광범위하게 그리고 깊이 분포하고 있다.

## 같이 보기
- 후두